# 聖克里斯多福及尼維斯
聖克里斯多福及尼維斯（英語：Saint Kitts and Nevis，i/-ˈkɪts ... ˈniːvɪs/），官方名稱聖克里斯多福及尼維斯聯邦（Federation of Saint Christopher and Nevis），是一個由圣基茨岛和尼维斯岛組成的島嶼國家。它擁有261平方公里的領土和大約48,000名居民，是西半球面積和人口數皆最小的主權國家，也是全球最小的主權聯邦。該國是大英國協王國的成員，查爾斯三世為其君主和國家元首。
該國首都為巴士底，位於面積較大的聖克里斯多福島。面積較小的尼維斯島位於聖克里斯多福島東南方約3公里處，橫跨一條名為 The Narrows 的淺海峽。
英國屬地安圭拉在歷史上也是這個聯盟的一部分，當時統稱為聖克里斯多福-尼維斯-安圭拉。
聖克里斯多福島是英國和法國第一個加勒比海殖民地的所在地，因此也被稱為「西印度群島的母殖民地」（英語：The Mother Colony of the West Indies）。
圣基茨和尼维斯联邦的英语名称中，也称。

## 歷史
圣基茨和尼维斯原本的住民為加勒比人（Caribs）。1493年哥倫布在他的第二次航海中登上聖克里斯多福島（聖基茨島），並且以自己的守护圣人聖克斯多福（西班牙語：San Cristóbal）命名該島。哥倫布也在同一次的航海中發現比較小的尼維斯島，其命名則是源自西班牙文裡的「雪」（Nieves），因為哥倫布認為該島狀似一座山頂頂著皚皚白雪的山頭。然而，哥倫布雖然發現了這兩座島，但它們一直到1623年至1624年間，才開始有首批歐洲殖民者前來。英國人首先抵達，其次是法國人，英國人佔領聖克里斯多福島後將其名稱簡化為聖基茨（St. Kitts，Kitts是Christopher的簡略稱法），建立起加勒比海地區第一個英國殖民地，並且以該島作為跳板，繼續擴張該國在加勒比海地區的殖民地版圖。
隨後兩島一同被併入英屬背風群島，而英屬背風群島則於1958年被併入西印度群島聯邦，該聯邦於1962年解散，兩島與安圭拉組成單一海外領土—聖克里斯多福-尼維斯-安圭拉，直至於1983年9月19日克國正式脫離英國獨立，並於同月23日加入聯合國；由於安圭拉人不願與兩島同屬一個政治實體而落實分治，聖克里斯多福-尼維斯-安圭拉解散，圣基茨和尼维斯脱离英国独立，但仍奉英国君主至今，安圭拉則繼續成為英國海外領土。

## 政治
如同許多大英國協國家，聖克里斯多福及尼維斯以國王查爾斯三世為國家的名義元首，並由國王根據克國議會決選總督瑪西拉·賴伯德代表他，但一般不行使實權。
該國实行议会制，由国民议会多數黨領導人出任總理，而現任總理為特倫斯·德魯，由中間偏左的聖克里斯多福及尼維斯工黨在該國2022年國會大選中獲勝，遂成為克國獨立之後的第四任總理。
此外，尼維斯島自組議會和政府，並享有部分自治權。該國副總督名義上負責監督島上事務，實際上由議會推舉的尼維斯總理行之。

### 行政區劃

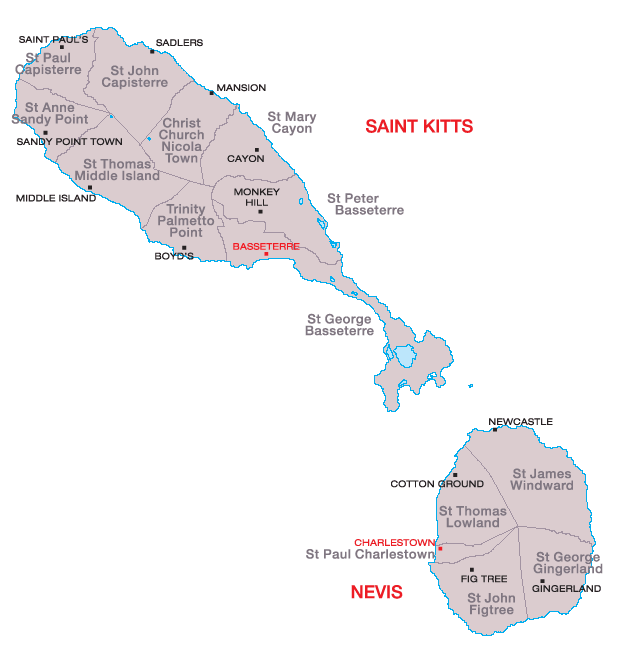

聖克里斯多福及尼維斯全國共劃分為14個教區（Parishes），其中9個在聖克里斯多福島，5個在尼维斯岛。首都巴士地位於聖基茨島南部沿海。

### 外交政策
圣基茨和尼维斯主张在互相尊重主权、基本权利和自由的基础上，扩大與世界各国的关系，抵制“任何大国对小国的操纵和胁迫”。
圣基茨和尼维斯是加勒比共同体、东加勒比国家组织、英联邦等國際组织的一员。重视加勒比地区一体化，支持东加勒比地区合作。
聖國是現時少數與中華民國建交的國家之一。兩國在1983年9月29日建交，互設大使館。

## 经济
聖克里斯多福及尼維斯政府为使经济多样化，重视发展轻工业和旅游业。直到20世纪70年代，制糖业一直是圣克里斯多福及尼维斯经济的支柱。然而反复亏损以致許多糖厂关闭，而服务于在地制糖业的专用铁路也因此转型为观光铁路。如今旅游业、离岸银行业务和制造业日益重要。圣国拥有东加勒比地区最大的电子组装业。尼维斯岛正在发展小型的离岸金融业，约有15,000家从事离岸金融业的国际公司，但联邦政府与该岛对离岸金融业的控制权有所争议。

### 工业
2016年，克國工业所带来的总收入达到2,700万美元。主要為物品加工、轧棉、电子元件、食品生产等产业。

### 农业
2016年，农业带来的总收入达到1,800万美元。农业以种植甘蔗和棉花为主。其它农产品有椰子、香蕉等。从事农业人口占所有劳动力的13.4%（2016年）。尼维斯岛的农业规模小，主要生产海岛棉、水果、蔬菜和牲畜，供自用。

### 旅游业
2016年，圣基茨和尼维斯的旅游收入为6,720万美元。同年共接待游客近40万人次。游客主要来自美国、欧、加拿大。
旅游业是圣国经济发展最迅速的部门，每年以18%的速度成长，是国民经济主要支柱产业、外汇收入的主要来源。著名國家景点有硫磺石山要塞国家公园、威尔士王子城堡、海国风光等。

## 地理
聖克里斯多福及尼維斯的兩個主要島嶼均為火山島，島上中部地區叢林密佈，有數條河流自此發源流向大海，人跡罕至，居民多居住於沿海地區。聖克里斯多福及尼維斯（Federation of St. Christopher and Nevis 或St. Kitts and Nevis）係由聖啟茨及尼維斯二島構成一個國家，位於西印度群島背風群島（Leeward Islands）西北部，東鄰安地卡暨巴布達（Antigua & Babuda），北接荷屬聖佑達修斯（Sint Eustatius）。

### 人口
52,715人（2017年）。黑人佔94%，另有少量英國人、葡萄牙人和黎巴嫩人。英語為官方語言。居民多為英國聖公會信徒，也有天主教徒。
最高峰利亚穆伊加山，海拔1,156米。热带海洋性气候，年平均气温26℃，年降水量1,400－2,000毫米。

#### 名人
- 亚历山大·汉密尔顿：美国开国元勋之一，在尼维斯岛出生。
- 金·柯林斯：短跑運動員。
- 張蘭：俏江南創辦人，入籍此國。
- 梅蘭妮布朗：英國約克郡出生。辣妹成員。
- 帕维尔·杜罗夫与尼古拉·杜罗夫，电报创始人，均在2014年-2015年入籍此国[13]。